# Układ europejski
Układ europejski – umowa międzynarodowa ustanawiająca stowarzyszenie pomiędzy Polską a Wspólnotami Europejskimi i ich państwami członkowskimi. Podpisany został 16 grudnia 1991 w Brukseli, po roku negocjacji. Układ wszedł w życie 1 lutego 1994, lecz jego III część, odnosząca się do handlu, obowiązywała już od 1 marca 1992. Umowa regulowała współpracę ekonomiczną oraz ustanawiała dialog polityczny pomiędzy Polską a WE. Ponadto sformułowano w niej zapis, który mówił, że stowarzyszenie jest jedynie środkiem na drodze do osiągnięcia celu, jakim miało być pełne członkostwo we Wspólnotach.